# Surfin’ U.S.A. (dal)
A Surfin’ U.S.A. a The Beach Boys slágere, Brian Wilson szerzeménye, melyet Chuck Berry "Sweet Little Sixteen"-jének dallamára alapozott. 1963. március 4-én jelent meg kislemezen a Capitol Records kiadásában, néhány héttel később pedig a Surfin’ U.S.A. nagylemezen. A B-oldalon a "Shut Down" című szám szerepelt. A szólóvokált mindkét dalban Mike Love énekli. A digitaldreamdoor.com a "100 legjobb surf rock szám" listáján a "Surfin' U.S.A." az 1. helyen végzett. A Billboard 1963-as év végi összesítésén a "Surfin' U.S.A"  második lett a legtöbbet eladott kislemezek listáján az USA-ban.

## Hatások
Brian Wilson elmondása szerint a dalra olyan előadók voltak hatással, mint Chubby Checker és Chuck Berry, valamint Wilson akkori barátnőjének öccse, Jimmy Bowles, aki a dal szövegében elhangzó szörfözésre alkalmas menő helyek listáját készítette.

## Szörfözésre alkalmas helyek
A dal megírásának idején Brian Wilson egy Judy Bowles nevű lánnyal járt. Judy öccse, Jimmy megszállott szörfös volt. Brian ötlete volt, hogy a dalban az Államok valamennyi jelentős szörfözésre megfelelő helyét megemlítsék. "Itt is szörföznek, ott is szörföznek, kicsit olyan, mint Chubby Checker "Twistin' U.S.A."-je" – mondta Brian. "Megkértem Jimmy-t, hogy készítsen egy listát valamennyi ilyen helyről, ő pedig egyet sem hagyott ki."
A szöveg a következő helységneveket említi (ezek nagy része Kaliforniában található):
- "Del Mar" – Del Mar, San Diego megye, Kalifornia
- "Ventura County Line" – Ventura megye, Kalifornia
- "Santa Cruz" – Santa Cruz, Santa Cruz megye, Kalifornia
- "Trestles" – San Onofre State Park, San Diego megye, Kalifornia
- "Australia's Narrabeen" – Narrabeen, New South Wales, Ausztrália
- "Manhattan" – Manhattan Beach, Los Angeles megye, Kalifornia
- "Doheny" – Doheny Beach, Dana Point, Orange megye, Kalifornia
- "Haggerty's" – Haggerty's, Torrance, Los Angeles megye, Kalifornia
- "Swami's" – Swami's Beach, Encinitas, San Diego megye, Kalifornia
- "Pacific Palisades" – Pacific Palisades, Los Angeles megye, Kalifornia
- "San Onofre" – San Onofre State Park, San Diego megye, Kalifornia
- "Sunset" – Sunset Beach, Los Angeles Los Angeles megye, Kalifornia
- "Redondo Beach" – Redondo Beach, Los Angeles megye, Kalifornia
- "LA" – Los Angeles, Los Angeles megye, Kalifornia
- "La Jolla" – La Jolla, San Diego megye, Kalifornia
- "Waimea Bay" – Waimea Bay, Hawaii

## Chuck Berry közbelép
Amikor a kislemez 1963-ban megjelent, a borító egyedül Brian Wilsont tüntette fel szerzőként. Brian állítása szerint: "Amint a szám sláger lett, Chuck Berry azt állította, hogy a dal az övé, a "Sweet Little Sixteen" hanyag másolata. Sok muzikológus másként gondolná." Végül Murry Wilson biztosította Berry-t arról, hogy részesedést kap a jogdíjakból. Arról viszont Brian huszonöt évig nem szerzett tudomást, hogy apja a dalszöveg jogdíjainak 50%-át is Berry-nek adta, holott ahhoz végképp semmi köze nem volt.

## Helyezések
| Helyezések (1963)        | legmagasabb pozíció |
| ------------------------ | ------------------- |
| U.S. Billboard Hot 100   | 3                   |
| Cash Box                 | 3                   |
| Record World             | 2                   |
| CHUM charts              | 2                   |
| Ausztrál kislemez lista  | 9                   |
| Kanadai kislemez lista   | 6                   |
| Svéd kislemez lista      | 6                   |
| UK kislemez lista        | 34                  |
| Helyezések (1974)        | legmagasabb Pozíció |
| U.S. Billboard Hot 100   | 36                  |
| Australian Singles Chart | 66                  |

## Feldolgozások
- A Blind Guardian metálzenekar 1996-os The Forgotten Tales albumán feldolgozta a "Surfin’ U.S.A."-t.
- A Jesus And Mary Chain Barbed Wire Kisses válogatáslemezén szerepel a dal zajos verziója.
- A fentieken kívül előadta a számot többek között Aaron Carter és a Melt Banana is.

## Külső hivatkozások
- A "Surfin’ U.S.A." 1964-es élő felvétele